# Dolicholus precatorius
Dolicholus precatorius là một loài thực vật có hoa trong họ Đậu. Loài này được (Humb. & Bonpl. ex Willd.) Rose mô tả khoa học đầu tiên năm 1906.